# Walter Gilbert
Walter Gilbert (* 21. března 1932 Boston, Massachusetts) je americký fyzik, biochemik, podnikatel, průkopník molekulární biologie a nositel Nobelovy ceny za chemii z roku 1980.
Studoval na Sidwell Friends School, na Harvardově univerzitě a na Univerzitě v Cambridgi. Svou kariéru zahájil v teoretické fyzice a poté přešel k molekulární biologii. Učinil mnoho významných objevů v oblasti regulace genů a nukleových kyselin. Společně s Allanem Maxamem objevili novou metodu řazení DNA. Podílel se na mezinárodním vědecko-výzkumném projektu Human Genome Project, jehož cílem bylo sestavit kompletní mapu genových sekvencí v lidské DNA.
V roce 1980 získal společně s Frederickem Sangerem a Paulem Bergem Nobelovu cenu za chemii. Gilbert a Sanger byli oceněni za průkopnickou práci v metodice sekvenování, tedy určování pořadí nukleotidů v nukleové kyselině.

## Mládí a studia
Walter Gilbert se narodil 21. března 1932 v Bostonu ve státě Massachusetts v židovské rodině. Matka byla dětská psycholožka a otec ekonom. Když bylo Gilbertovi sedm let, rodina se přestěhovala kvůli otcově práci do Washingtonu. Během pobytu ve Washingtonu se rodina spřátelila s rodinou Stoneových a Gilbert se kamarádil s jejich nejstarší dcerou Celií. Když jim bylo 21 let, vzali se. Gilbert se brzy začal zajímat o vědu, brousil zrcadla pro vlastní dalekohled, zapojil se do vědeckých klubů a v roce 1949 získal vědecké stipendium Westinghouse v rámci soutěže Science Clubs of America Talent Search.
Gilbert studoval na Sidwell Friends School a pokračoval na Harvardově univerzitě, kde v roce 1953 získal bakalářský titul z chemie a fyziky a v roce 1954 magisterský titul z fyziky. Kromě vědecké činnosti se věnoval psaní poezie, prózy a divadelních her a během vysokoškolských studií studoval filozofii a čínštinu. Doktorát z matematiky získal v roce 1957 na univerzitě v Cambridgi pod vedením nositele Nobelovy ceny Abduse Salama.

## Vědecká kariéra a výzkum
V roce 1956 se vrátil na Harvard a v roce 1959 byl jmenován docentem fyziky. V roce 1962 Gilbertův doktorand fyziky Gerald Guralnik rozšířil jeho práci o nehmotných částicích a Guralnikova práce je všeobecně uznávána jako důležitá součást objevu Higgsova bosonu.
Gilbertova manželka Celia pracovala pro Jamese Watsona, což Gilberta přivedlo k zájmu o molekulární biologii. Po většinu šedesátých let 20. století Watson a Gilbert společně vedli laboratoř, dokud Watson neodešel pracovat do Cold Spring Harbor. V roce 1964 se Gilbert stal docentem biofyziky a v roce 1968 profesorem biochemie.
Koncem šedesátých let 20. století potvrdil teorii Jacquese Monoda a Françoise Jacoba, že „represorové proteiny“ řídí geny zodpovědné za zahájení a ukončení syntézy bílkovin v buňce. Podařilo se mu prokázat existenci lac represoru v bakterii Escherichia coli, který zabraňuje genu vyrábět určitý enzym s výjimkou případů, kdy je přítomna laktóza.
Spolu s Allanem Maxamem vyvinul v sedmdesátých letech 20. století novou metodu sekvenování DNA, tzv. Maxam-Gilbertovo sekvenování, s využitím gelové elektroforézy. Stejnou metodu vyvinul nezávisle také Frederick Sanger a oba za tento objev získali v roce 1979 cenu Louisy Gross Horwitz a cenu Alberta Laskera za základní lékařský výzkum (společně s Rogerem W. Sperrym) a v roce 1980 Nobelovu cenu za chemii  (společně s Paulem Bergem).
V roce 1979 spoluzaložil start-upovou biotechnologickou společnost Biogen a v roce 1982 odešel z Harvardu do čela společnosti. Po třech letech rezignoval na funkci předsedy představenstva a generálního ředitele společnosti Biogen a vrátil se na Harvard, kde se věnoval výzkumu. Zapojil se do rané polemiky o příčině AIDS. V roce 1987 se stal emeritním profesorem na Harvardově univerzitě a v roce 2001 odešel do důchodu. Byl jedním z prvních zastánců sekvenování lidského genomu a byl silným hlasem v podpoře otevřeného přístupu k biologickým datům. V článku v časopise Nature v roce 1991 napsal, že dokončení sekvenování lidského genomu promění biologii v obor, v němž budou počítačové databáze stejně důležité jako laboratorní činidla. Vytvořil široce používané pojmy jako „exon“ a „intron“.

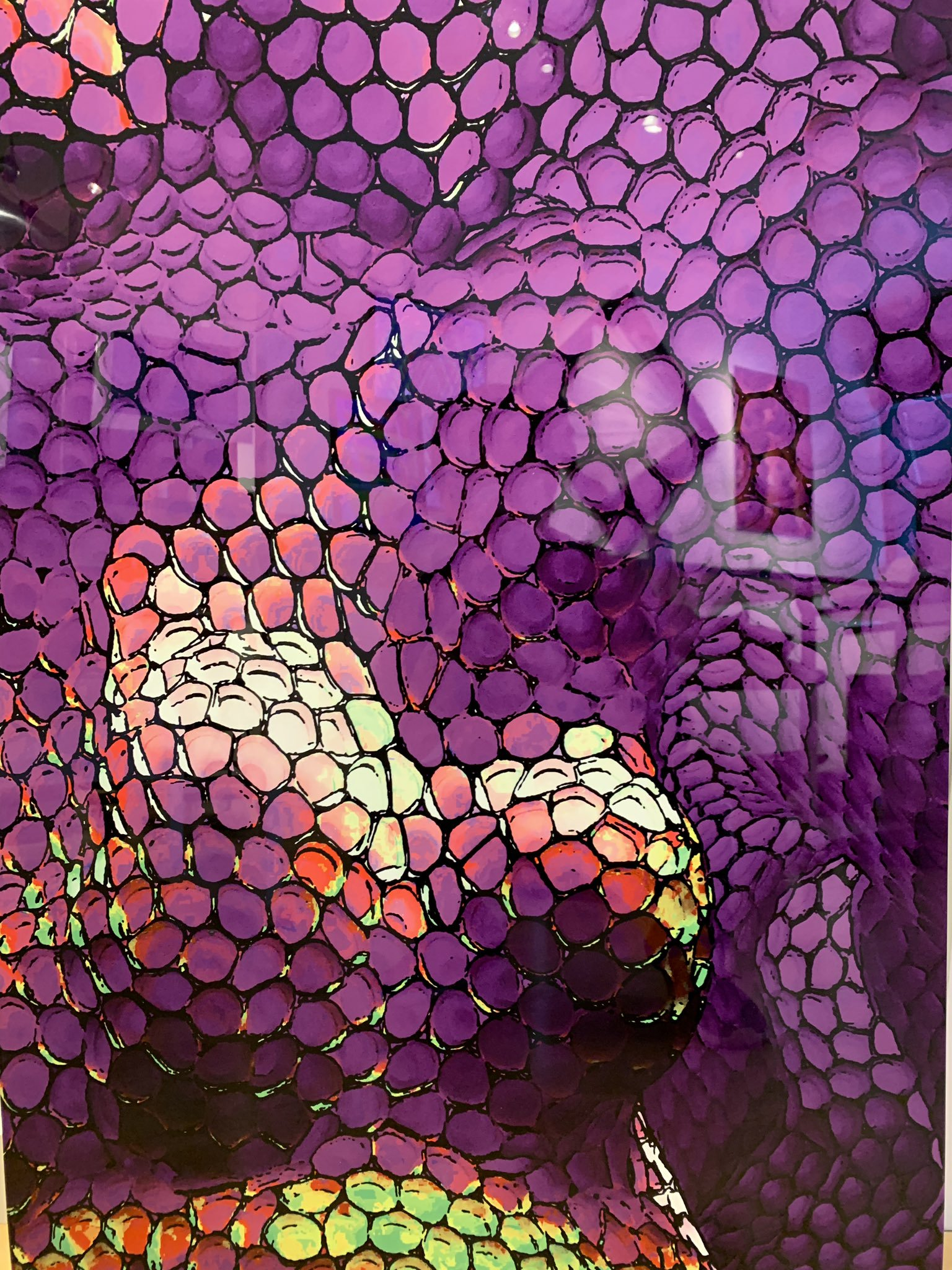
Fialový vír. Wally Gilbert

Byl spoluzakladatelem biotechnologické společnosti Myriad Genetics (1992). Je členem vědecké rady The Scripps Research Institute a působil jako předseda správní rady Harvard Society Fellows. V roce 1996 založil se Stuartem B. Levy společnost Paratek Pharmaceuticals investující do boje proti bakteriální rezistenci a do roku 2014 byl předsedou jejího představenstva. Spoluzaložil společnost Memory Pharmaceuticals (1998), která byla zaměřena na vývoj léků na poruchy centrálního nervového systému. Byl výkonným ředitelem společnosti BioVentures Investors, kde se v roce 2001 stal společníkem. Působil také v poradních orgánech několika dalších biotechnologických společností.

## Osobní život
Gilbert se v roce 1953 oženil s Celií Stone, dcerou I. F. Stonea, a má s ní dvě děti. Po odchodu z Harvardu v roce 2001 zahájil Gilbert uměleckou kariéru, aby spojil umění a vědu. Věnuje se digitální fotografii.